# Dammahütte
Die Dammahütte ist eine Berghütte der Sektion Pilatus des Schweizer Alpen-Clubs (SAC), im Kanton Uri (Schweiz).
Sie liegt auf dem Südgrat des Moosstocks, östlich des Dammastocks und Dammagletschers auf 2439 m ü. M. in den Urner Alpen und in aussichtsreicher Lage mit Tiefblick auf den Göscheneralpsee. Sie bietet 20 Schlafplätze und ist in der Sommersaison von Juni bis Ende September bewartet.

## Geschichte
Die Dammahütte wurde an der Schweizerischen Landesausstellung 1914 in Bern vom SAC ausgestellt, 1915 zum heutigen Standort transportiert und wieder aufgestellt. Die Einweihung durch die Sektion Pilatus erfolgte 1916. In der Hütte gibt es einen Wasseranschluss.

## Zustieg
Der Hüttenweg (weiss-rot-weiss markiert) führt vom Staudamm (Postautokurs ab Göschenen) am Nordufer des Göscheneralpsees entlang über Vorder Röti-Egg in zirka 3 Stunden zur Hütte. Der Aufstieg am Südufer entlang – nur wenn schneefrei – beträgt zirka 2½ Stunden.

## Touren
Die Umgebung der Dammahütte bietet Klettertouren in allen Schwierigkeitsgraden und ist ein geeigneter Ausgangspunkt für diverse Hochtouren wie Dammastock Ost-Rippe 3630 m ü. M., Schneestock Ost-Kante 3608 m ü. M., Eggstock, Rhonestock, Tiefenstock, Gletschhorn.
Übergänge bestehen über Dammajoch, Dammapass oder Winterlücke und Rhonegletscher zum Furkapass (VS); über das Dammajoch zur Trifthütte (BE); über die Winterlücke zur Albert-Heim-Hütte (UR); über Vorder Röti zur Kehlenalp- oder Bergseehütte (UR).
.

## Gefahren
Weiss-blau-weiss markierte Routen, Gletscherüberquerungen oder Wege ohne Markierungen sollten nur von erfahrenen und entsprechend ausgerüsteten Bergsteigern begangen werden.

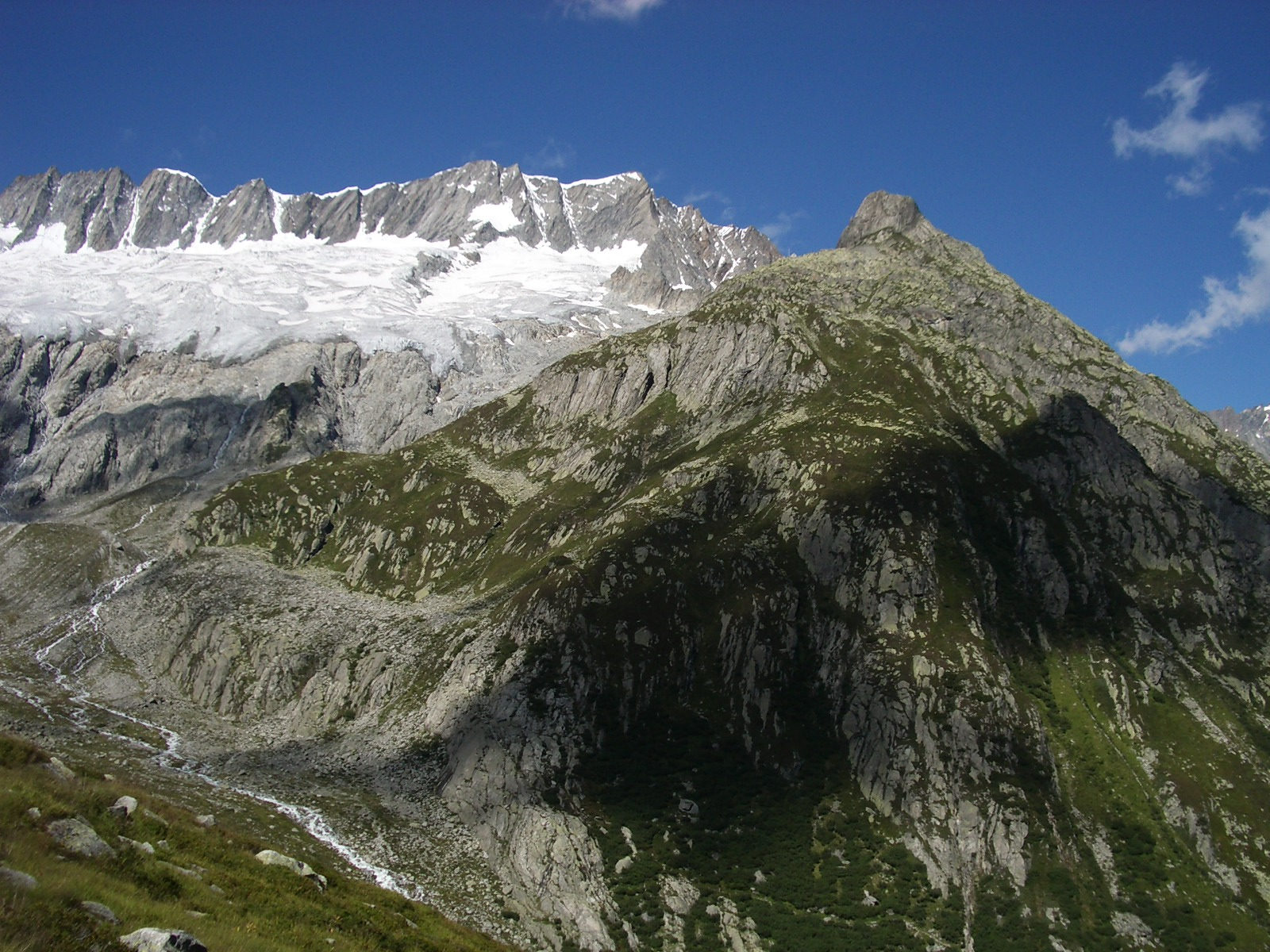
Hütte mit Fahnenmast (links vom Moosstock-Gipfel, annotiert)
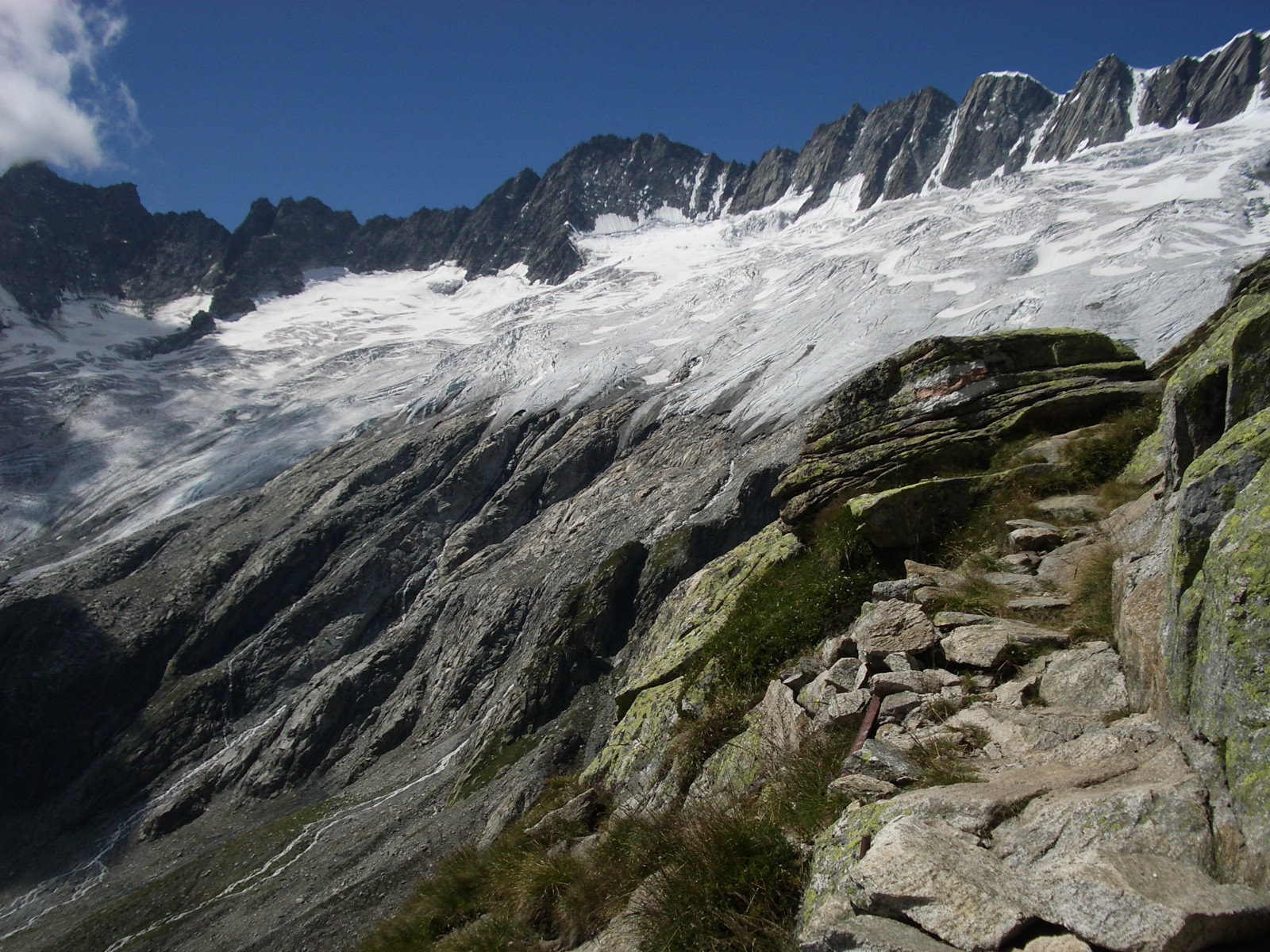
Hüttenaufstieg mit Blick auf Dammagletscher
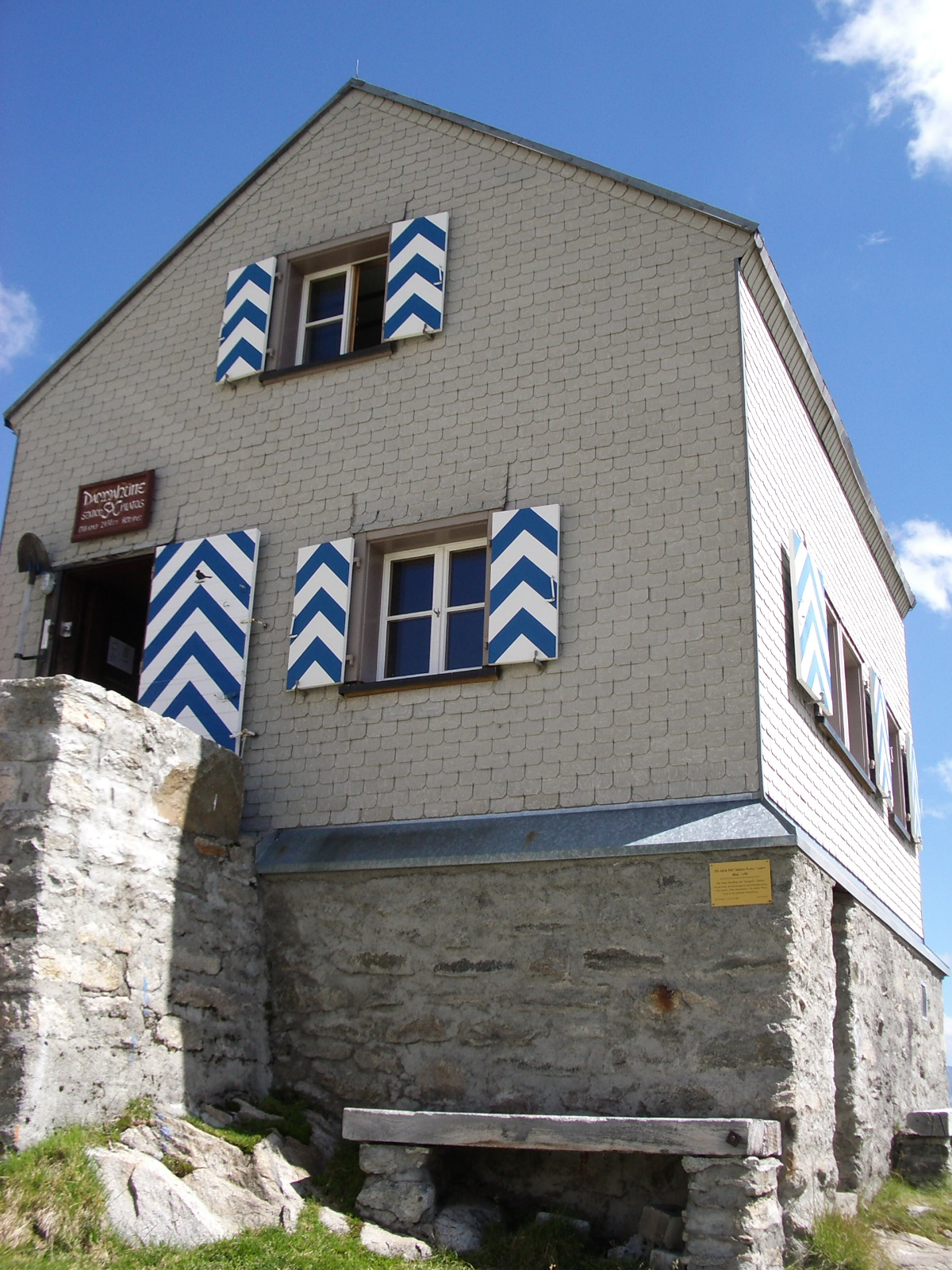
Hütte
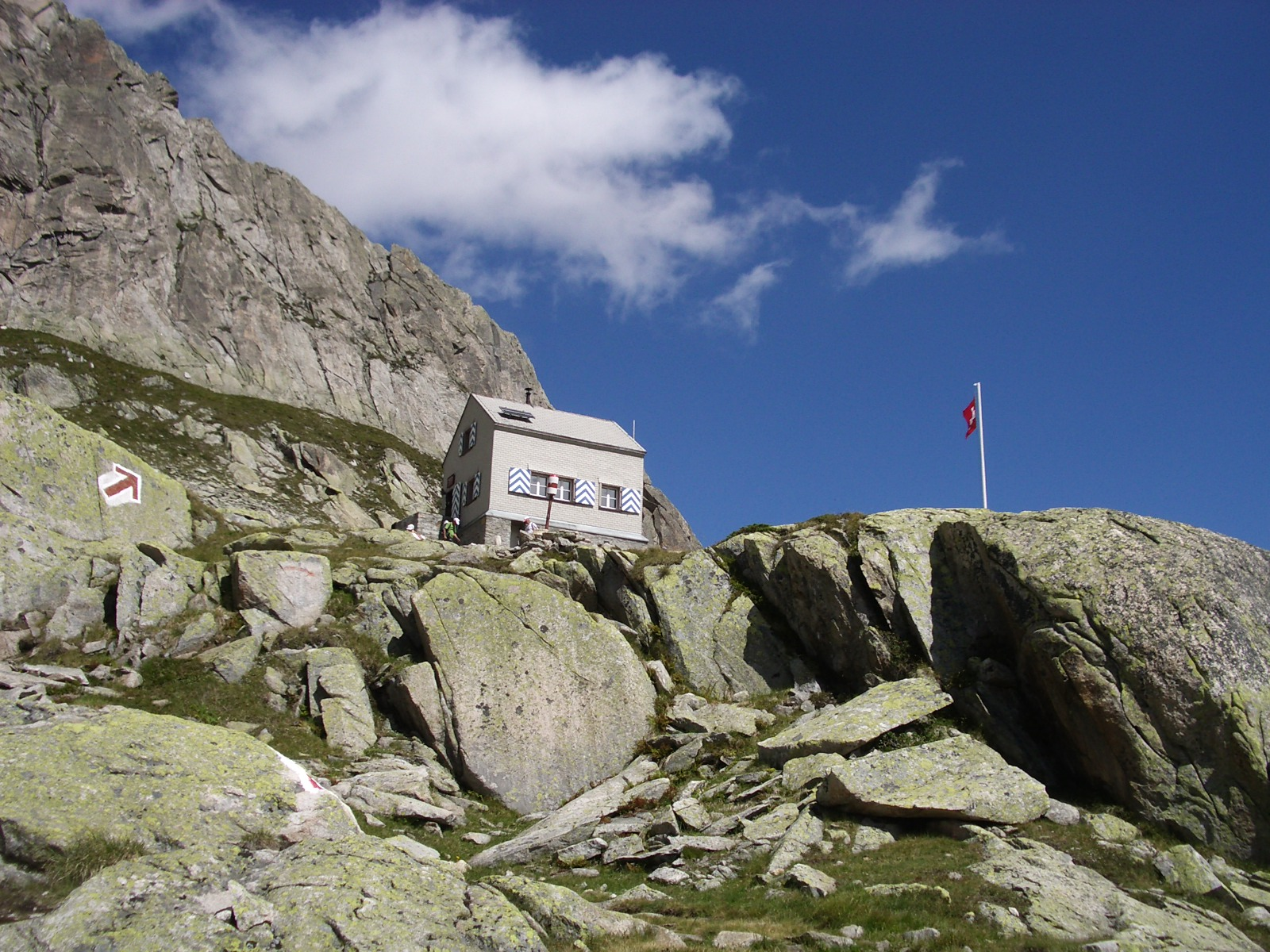
Dammahütte von Süden

## Belege
1. 1 2  SwissTopo (Karten der Schweiz)